# Fetters Hot Springs-Agua Caliente
Fetters Hot Springs-Agua Caliente est une census-designated place du comté de Sonoma, dans l'État de Californie, aux États-Unis,. En 2020, elle compte une population de 4 233 habitants.